# Manettia echitidea
Manettia echitidea é uma espécie de dicotiledónea pertencente à família Rubiaceae, descrita em 1929.